# Jem (zangeres)
Jemma Griffiths (artiestennaam: Jem) (Penarth, Wales, 18 juni 1975) is een Welshe zangeres en liedjesschrijfster.

## Biografie
Jem was tijdens haar studie aan Sussex University club- en festivalpromotor. Ze werkte ook als manager voor dj's en richtte een eigen platenlabel op.
Ze schreef samen met Guy Sigsworth het nummer Nothing Fails, dat later door Madonna werd bewerkt voor haar album American Life (2003).
Haar debuutalbum verscheen in 2004 en was getiteld Finally Woken. Het album bevat vele verschillende stijlen, zoals soul, pop, reggae, rock en hiphop. In de VS en Groot-Brittannië werd het album platina.

## Discografie

### Albums
| Album met eventuele hitnotering(en) in de Nederlandse Album Top 100 | Datum van verschijnen | Datum van binnenkomst | Hoogste positie | Aantal weken | Opmerkingen |
| ------------------------------------------------------------------- | --------------------- | --------------------- | --------------- | ------------ | ----------- |
| Finally woken                                                       | 20-3-2004             |                       |                 |              |             |
| Down To Earth                                                       | 2008                  |                       |                 |              |             |
| Beachwood Canyon                                                    | 2016                  |                       |                 |              |             |

### Singles
| Single met eventuele hitnotering(en) in de Nederlandse Top 40 | Datum van verschijnen | Datum van binnenkomst | Hoogste positie | Aantal weken | Opmerkingen |
| ------------------------------------------------------------- | --------------------- | --------------------- | --------------- | ------------ | ----------- |
| They                                                          | 2005                  | 2-7-2005              | 27              | 3            |             |
| Just a ride                                                   | 2005                  | 24-9-2005             | tip             |              |             |